# Jan Pieterwas
Jan Pieterwas pseud. Siekiera (ur. 15 stycznia 1923 w Wojsławicach, zm. 11 lutego 1992 w Poznaniu) – pułkownik MO, komendant wojewódzki MO w Koszalinie (1963-1975) i Słupsku (1975-1980).
Od 1942 w PPR. Członek GL, potem w szeregach 1 Brygady AL Ziemi Krakowskiej im. Bartosza Głowackiego, od 15 lutego 1945 milicjant kompanii operacyjnej Komendy Wojewódzkiej MO w Krakowie. 1946 dowódca plutonu MO w krakowskim komisariacie, 1947 ukończył Szkołę Oficerską MO w Słupsku, od stycznia 1948 starszy referent nadzoru administracyjnego KW MO w Krakowie, następnie komendant powiatowy MO kolejno w Dąbrowie Tarnowskiej (1948–1950) i Nowym Targu (1950), potem komendant miejski MO w Krakowie (1950–1951). 1 stycznia 1952 przeniesiony do Poznania, gdzie był komendantem miejskim MO, a 1953–1963 zastępcą komendanta wojewódzkiego. Od 1 czerwca 1963 komendant wojewódzki MO w Koszalinie, od 1 czerwca 1975 do 8 grudnia 1980 komendant wojewódzki MO w Słupsku.
Uczestnik siedmiu zjazdów PZPR, w tym II, VI i VIII jako delegat.
W latach 1964–1975 był członkiem Egzekutywy Komitetu Wojewódzkiego PZPR w Koszalinie.
Odznaczony m.in. Krzyżem Oficerskim Orderu Odrodzenia Polski, Medalem im. Ludwika Waryńskiego (1987) i wieloma innymi medalami i odznakami.
Pochowany na Cmentarzu Junikowo.

## Awanse
- Chorąży (1947)
- Podporucznik (1949)
- Porucznik (1950)
- Kapitan (1951)
- Major (1954)
- Podpułkownik (1958)
- Pułkownik (1962)